# Madalyn Murray O'Hair

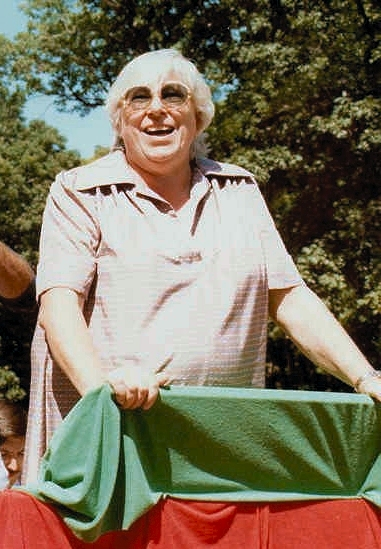
Madalyn Murray O'Hair in 1983

Madalyn Murray O'Hair (Pittsburgh (Pennsylvania), 13 april 1919 als Madalyn Evalyn Mays – Austin (Texas), 29 september 1995) was een Amerikaanse activist die het atheïsme en de scheiding van kerk en staat nastreefde. In 1963 stichtte ze de beweging American Atheists en was hiervan de voorzitter tot 1986, waarna haar zoon Jon Garth Murray haar opvolgde. 
O'Hair is het meest bekend vanwege de rechtszaak 'Murray v. Curlett', waarin ze het bidden op school in de stad Baltimore ter discussie stelde via haar zoon William J. Murray. 

## Moord
In augustus 1995 verdwenen O'Hair, haar tweede zoon Jon Garth Murray en haar geadopteerde kleindochter Robin Murray O'Hair (de dochter van William J. Murray en diens vriendin Susan) uit Austin, Texas. Haar zoon Garth Murray nam honderdduizenden dollars van de rekeningen van de American Atheists, waardoor er speculatie ontstond dat het drietal er met het geld van de beweging vandoor was gegaan. Op 29 september 1995 werd het drietal vermoord, zo bleek pas veel later na de arrestatie van de dader. Uiteindelijk werd namelijk David Roland Waters, een ex-crimineel en ex-medewerker van American Atheists veroordeeld voor de moord op O'Hair, Jon Garth Murray en Robin Murray O'Hair. De lichamen werden pas gevonden nadat Waters de politie de plek aanwees waar hij hen begraven had.